# Too Good at Goodbyes
Too Good at Goodbyes is een nummer van de Britse zanger Sam Smith uit 2017. Het is de eerste single van Smith's tweede studioalbum The Thrill of It All.
"Too Good At Goodbyes" gaat over een relatie die Sam Smith heeft gehad. ‘Eigenlijk gaat het over hoe je heel goed kunt worden in gedumpt worden’, aldus Smith. Het nummer werd voornamelijk in Europa en Noord-Amerika een grote hit. In het Verenigd Koninkrijk had Smith met het nummer een nummer 1-hit te pakken. In de Nederlandse Top 40 haalde het de 5e positie, en in de Vlaamse Ultratop 50 bereikte het de 2e positie.